# Euoplos variabilis
Espèce
Synonymes
- Tambouriniana variabilis Rainbow & Pulleine, 1918
- Albaniana villosa Rainbow & Pulleine, 1918
- Tambouriniana variabilis flavomaculata Rainbow & Pulleine, 1918
- Euoplos variabilis flavomaculata (Rainbow & Pulleine, 1918)

Euoplos variabilis est une espèce d'araignées mygalomorphes de la famille des Idiopidae.

## Distribution
Cette espèce est endémique d'Australie. Elle se rencontre en Nouvelle-Galles du Sud et au Queensland.

## Publication originale
- Rainbow & Pulleine, 1918 : Australian trap-door spiders. Records of the Australian Museum, vol. 12, p. 81-169 (texte intégral).